# 소헌귀비 왕씨
소헌귀비 (昭獻貴妃, 14세기 ~ 1420년) 왕씨는 명 성조 주체의 총애받는 비였다. 소주부 (현 장쑤성 쑤저우시) 출신이다.

## 생애
영락 7년 (1409년) 2월, 소용에 책봉되었다, 후에 귀비로 진봉하였다.
왕귀비는 자색이 아름답고, 성품이 온유하며, 자못 현덕이 있어, 서황후를 매우 공손하게 모셨다. 그녀의 사람됨을 매우 존중했다. 영락제는 만년에 정실이 포악하여 자주 화를 냈고, 귀비는 조호라고 불렀고, 태자, 제왕, 공주 등 다른 사람들은 그녀에게 크게 의지했다.
영락 18년 (1420년) 7월, 왕귀비가 죽자, 명 태조의 성목귀비 손씨의 예로 장사지내게 하였고, 적자를 서모복으로 삼았다. 시호는 소헌이다.